# Grammia michabo
Grammia michabo là một loài bướm đêm thuộc phân họ Arctiinae, họ Erebidae.